# Parafia św. Kazimierza w Stołpcach
Parafia św. Kazimierza w Stołpcach – rzymskokatolicka parafia znajdująca się w archidiecezji mińsko-mohylewskiej, w dekanacie stołpeckim, na Białorusi.

## Historia

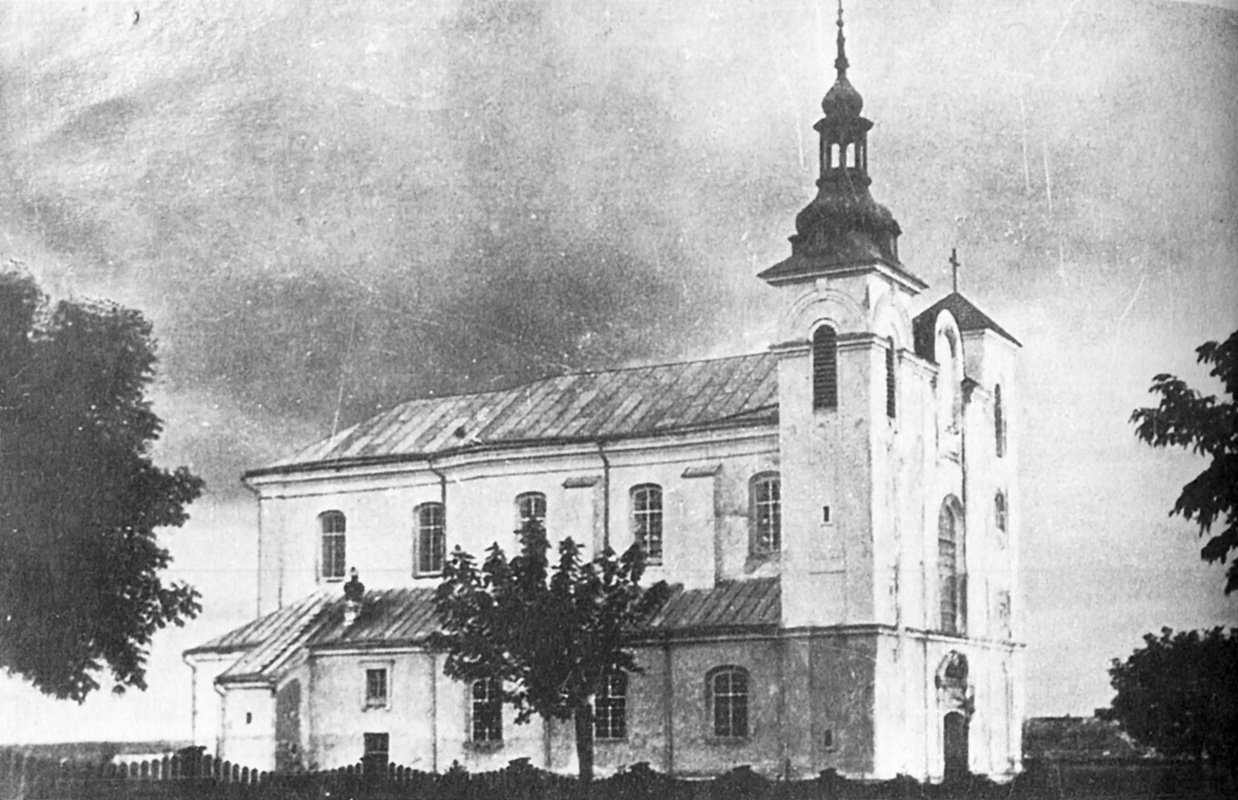
Nieistniejący dominikański kościół św. Kazimierza

Pierwszy, drewniany kościół katolicki w Stołpcach fundacji nawróconych z kalwinizmu Zofii i Aleksandra Słuszków powstał w 1623. Rok później erygowano przy nim parafię. W 1640 ci sami fundatorzy wznieśli kościół murowany oraz klasztor dominikanów. W latach 1643–1644 tutejszym przeorem był o. Fabian Maliszowski OP, po śmierci otaczany oficjalnie niezatwierdzonym kultem.
W wyniku represji po powstaniu listopadowym w 1833 władze carskie skasowały klasztor dominikanów. Od tego roku świątynia służyła jako kościół parafialny w dekanacie nadniemeńskim. W 1868 w wyniku represji po powstaniu styczniowym kościół został odebrany katolikom i przekazany Cerkwi prawosławnej. Brak źródeł, kiedy parafia została przywrócona.
W 1925 4 pozostałe przy Polsce parafie dekanatu stołpeckiego diecezji mińskiej weszły w skład nowo powstałej diecezji pińskiej, do której parafia należała w okresie międzywojennym.
Ostatni przedwojenny proboszcz stołpecki, będąc kapelanem KOP-u, musiał uciekać przed Sowietami. Przy parafii został wikary ks. Adolf Śliwiński. W czasie wojny parafia włączyła się w działalność konspiracyjną Polskiego Państwa Podziemnego. 
Około 28 czerwca 1942 r. Niemcy aresztowali proboszcza parafii ks. Kazimierza Dąbrowskiego, ks. Antoniego Leusza, który posługiwał w parafii oraz proboszcza parafii w Świerżeniu ks. Wacława Nejmaka. Przetrzymywani byli w więzieniu w Stołpcach. Stamtąd wywieziono ich do obozu koncentracyjnego w Kołdyczewie i zagazowano w przekształconym w komorę gazową samochodzie, w uroczysku Lachówka, wraz z co najmniej 4 innymi kapłanami (razem zamordowano wówczas ok. 44 osób, głównie przedstawicieli polskiej lokalnej inteligencji).
Po II wojnie światowej miasto znalazło się w granicach ZSRR. Kościół został przez komunistów zamknięty niedługo po zdobyciu miasta i zniszczony w latach 60.
Parafia odrodziła się po upadku komunizmu. W 1996 zbudowano nowy kościół.